# Йорк (округ, Мен)
Шаблон:StateAbbr_ 43°26′45″ пн. ш. 70°39′48″ зх. д. / 43.445782° пн. ш. 70.663216° зх. д.
Округ  Йорк (англ. York County) — округ (графство) у штаті Мен, США. Ідентифікатор округу 23031.

## Демографія
За даними перепису 
2000 року 
загальне населення округу становило 186742 осіб, зокрема міського населення було 86540, а сільського — 100202.
Серед мешканців округу чоловіків було 90717, а жінок — 96025. В окрузі було 74563 домогосподарства, 50819 родин, які мешкали в 94234 будинках.
Середній розмір родини становив 2,96.
Віковий розподіл населення поданий у таблиці:
| Стать    | До 15 років | 15-21 | 22-29 | 30-39 | 40-49 | 50-65 | 65-85 | Понад 85 |
| -------- | ----------- | ----- | ----- | ----- | ----- | ----- | ----- | -------- |
| Чоловіки | 19460       | 7958  | 7641  | 14019 | 15648 | 15330 | 9809  | 852      |
| Жінки    | 18697       | 7733  | 7976  | 14965 | 16216 | 15670 | 12562 | 2206     |

## Суміжні округи
- Оксфорд — північ
- Камберленд — північний схід
- Рокінґгем, Нью-Гемпшир — південний захід
- Страффорд, Нью-Гемпшир — захід
- Керролл, Нью-Гемпшир — північний захід

## Виноски
1. ↑  U.S. Decennial Census. United States Census Bureau. Архів оригіналу за 26 квітня 2015. Процитовано 7 вересня 2014.
2. ↑  Historical Census Browser. University of Virginia Library. Архів оригіналу за 11 серпня 2012. Процитовано 7 вересня 2014.
3. ↑  Population of Counties by Decennial Census: 1900 to 1990. United States Census Bureau. Архів оригіналу за 23 січня 2015. Процитовано 7 вересня 2014.
4. ↑  Census 2000 PHC-T-4. Ranking Tables for Counties: 1990 and 2000 (PDF). United States Census Bureau. Архів оригіналу (PDF) за 18 грудня 2014. Процитовано 7 вересня 2014.
5. ↑  State & County QuickFacts. United States Census Bureau. Архів оригіналу за 19 лютого 2016. Процитовано 19 серпня 2013.(англ.) Наведено за англійською вікіпедією.
6. ↑  QuickFacts. York County, Maine. United States Census Bureau. Архів оригіналу за 26 липня 2019. Процитовано 26 липня 2019.
7. ↑  American FactFinder. Бюро перепису населення США. Архів оригіналу за 21 травня 2008. Процитовано 31 січня 2008.

| США | Це незавершена стаття з географії США. Ви можете допомогти проєкту, виправивши або дописавши її. |